# Кермесы (род)
Кермесы (лат. Kermes) — род мелких полужесткокрылых насекомых из одноимённого семейства (Kermesidae), дубовый червец. Вредители. Из высушенных насекомых этого рода получали краситель кермес ярко-карминного или алого цвета, дубовую кошениль. Краситель использовали уже древние египтяне для окрашивания тканей и в косметике. Красящим веществом насекомого является кермесовая кислота. Краситель имел большое экономическое значение до замены мексиканской кошенилью (Dactylopius coccus).

## Этимология
Название происходит от перс. قرمز‎ [кирмиз], от санскр. कृमिज — «рождающий червей», от санскр. कृमि — «червяк» и связано с кармином. Описан французским ботаником Пьером Буатаром в 1828 году. Типовой вид — кермес шаровидный (Kermes roboris).

## Ареал и местообитание
Род включает 63 вида, которые обитают в Северном полушарии. 20 видов обитает в Европе и Средиземноморье, из них широко распространены Kermes bacciformis, Kermes gibbosus, Kermes ilicis, кермес северный (Kermes quercus), Kermes roboris, кермес средиземноморский (Kermes vermilio). На территории бывшего СССР обитает 5 видов. Кермес дальневосточный (Kermes nakagawae) обитает на Дальнем Востоке, в Японии, на полуострове Корее, северо-востоке Китая. Kermes quercus обитает в подзоне смешанных лесов лесостепной и степной зон европейской части бывшего СССР и в Закавказье, в горах Кавказа и Крыма, в широколиственных и смешанных лесах на северо-западе Европы, в парках и городских насаждениях Санкт-Петербурга и Ленинградской области. Kermes roboris обитает в европейской части бывшего СССР, на Северном Кавказе, в Грузии, Армении, Западном Казахстане. В Молдавии обитают 3 вида — кермес южный (Kermes corticalis), Kermes quercus и Kermes roboris. Kermes quercus распространён в Белоруссии.

## Биология
Строго специализированы по пищевому режиму, монофаги. Все европейские виды обитают на листопадных и вечнозелёных видах дуба (Quercus) семейства буковых (Fagaceae). Азиатские виды обитают также на других видах буковых: каштане (Castanea), кастанопсисе (Castanopsis), литокарпусе (Lithocarpus). Кермесы обитают на двух североамериканских видах хризолеписа (Chrysolepis).
Самки Kermes ilicis прокалывают эпидерму листьев, куда кладут яйца и где выводятся молодые насекомые. В этих местах образуются постепенно увеличивающиеся наросты, похожие на чернильные орешки, но только с зеленовато-синей окраской и покрытые белым налётом. Kermes quercus, иногда Kermes roboris развиваются в трещинах коры стволов и толстых веток, Kermes roboris и Kermes corticalis — в трещинах тонких веток. Кермесы не образуют яйцевого мешка, вместо этого дорсальная поверхность их тела сильно разрастается и склеротизируется, образуя купол или камеру, куда откладываются яйца.
Тело взрослой самки сверху с продольным желобком. Взрослая самка Kermes nakagawae имеет гладкое, блестящее, тёмно-коричневое тело, с чёрными поперечными полосами. К краю тела прикреплён жёлтовато-серый войлочный покров. Длина 2,8—5, ширина 3,8—6, высота 2,5—4 миллиметра. Длина самки Kermes quercus 3—4 миллиметров, тело почковидное, сзади и сверху с нечётким продольным желобком, гладкое, блестящее, дорсальная поверхность тела молодых самок жёлто-бурая, с малозаметными тёмными поперечными, иногда прерванными полосами, к концу репродукционного периода или у мёртвых самок — чёрно-коричневая, с несколькими тёмными волнистыми полосами. Самка Kermes roboris шаровидная, жёлтая, светло-коричневая, тёмно-коричневая или почти чёрная с широкими чёрными поперечными полосами и круглыми или овальными пятнами, длиной 5—7,5 миллиметров.
Зимуют личинки Kermes quercus I и II возрастов под стекловидно-прозрачной оболочкой в трещинах коры ствола. В мае появляются самцы и самки, во второй половине июня отрождаются личинки I возраста. Иногда наблюдают массовое размножение, при котором на 0,01 квадратного метра насчитывают 140—250 самок. Во II возрасте наблюдается половой диморфизм. Личинка самки Kermes quercus почти шаровидная, неподвижная, с редуцированными конечностями, личинка самца удлинённо-овальная, активная, с хорошо развитыми наружными органами и глазами. Самка Kermes roboris откладывает яйца в конце июня — начале июля, в августе отрождаются личинки. Встречается редко, иногда образует большие колонии.
В Теллермановском лесу Kermes quercus в большом количестве является пищей для зимующих синиц и сойки.

## Виды
Включает 63 вида:
- Kermes arizonensis
- Kermes austini
- Kermes bacciformis
- Kermes bannaensis
- Kermes bekiri
- Kermes biblicus
- Kermes boguei
- Kermes bytinskii
- Kermes castaneae
- Kermes ceriferus
- Kermes cockerelli
- Kermes concinnulus
- Kermes cordiformis
- Kermes corticalis — Кермес южный[1]
- Kermes echinatus
- Kermes flavus
- Kermes formosanus
- Kermes fuscuatum
- Kermes gibbosus
- Kermes globosus
- Kermes greeni
- Kermes hermonensis
- Kermes himalayensis
- Kermes ilicis
- Kermes kuwanae
- Kermes macrantherae
- Kermes miyasakii
- Kermes muhlisi
- Kermes multiporus
- Kermes mutsurensis
- Kermes nahalali
- Kermes nakagawae — Кермес дальневосточный[13]
- Kermes nawae
- Kermes nigronotatus
- Kermes nigropunctatus
- Kermes nudus
- Kermes orientalis
- Kermes palestiniensis
- Kermes peronatus
- Kermes perryi
- Kermes pettiti
- Kermes prinus
- Kermes punctatus
- Kermes qingdaonensis
- Kermes quercus — Кермес северный[1][14][25], кермес северный дубовый[15], кермес чёрный дубовый[23]
- Kermes rimarum
- Kermes roboris — Кермес шаровидный[14][25], кермес южный дубовый[1]
- Kermes sadrii
- Kermes safinazae
- Kermes sassceri
- Kermes shastensis
- Kermes siamensis
- Kermes spatulatus
- Kermes sylvestris
- Kermes szetshuanensis
- Kermes taishanensis
- Kermes trichrous
- Kermes trinotatus
- Kermes tropicalis
- Kermes vastus
- Kermes vermilio — Кермес средиземноморский, кошениль дубовая[1]
- Kermes viridis
- Kermes williamsi